# Космос-64
Космос-64 је један од преко 2400 совјетских вјештачких сателита лансираних у оквиру програма Космос.
Космос-64 је лансиран са космодрома Тјуратам, Бајконур, СССР, 25. марта 1965. Ракета-носач је поставила сателит у орбиту око планете Земље. Маса сателита при лансирању је износила 4720 килограма. Космос-64 је био осматрачки сателит.